# なぜなら やさしいまちが あったから
『なぜなら やさしいまちが あったから』は、中山美穂のエッセイ集。2009年5月8日に集英社より出版された。B6判、232ページで構成されている。

## 概要
- 2007年より集英社の女性誌『LEE』に連載されているものに、新たに書き下ろし加えた内容となっている。
- エッセイ集の発売は1991年の『P.S. I LOVE YOU 』以来18年ぶりとなった。
- 初版は3万部となり、楽天のブックランキングでは最高8位を記録した。2012年5月には集英社文庫で再刊。